# جولي هارفي
جولي هارفي (بالإنجليزية: Julie Harvey)‏ هي رسامة أمريكية، ولدت في 30 سبتمبر 1963.